# Ventridens ligera
Ventridens ligera är en snäckart som först beskrevs av Thomas Say 1821.  Ventridens ligera ingår i släktet Ventridens och familjen Zonitidae. Inga underarter finns listade i Catalogue of Life.